# Клоповник Турчанинова
Клоповник Турчанинова (лат. Lepidium turczaninowii) — вид растений рода Клоповник (Lepidium) семейства Капустные (Brassicaceae), эндемик Крыма (южное побережье г. Феодосии).
Вид назван в честь русского ботаника Николая Степановича Турчанинова.
Иногда рассматривается в качестве подвида клоповника Мейера (Lepidium meyeri subsp. turczaninowii).

## Описание
Сизый, голый полукустарничек 15—30 см высотой. Прикорневые листья продолговатые, дважды перисторассечённые с узколинейными долями, стеблевые — цельные.
Соцветие — ветвистая кисть. Чашелистики округлые, зелёные, около 2,5 мм длиной. Венчик 3—4 мм в диаметре; лепестки белые, обратнояйцевидные или округло-овальные, вдвое длиннее чашелистиков. При основании цветоножки — 2 мелких шиловидных пленчатых прицветника.
Плод — широкояйцевидный или округло-овальный, сердцевидный стручочек, с тупой верхушкой, до 4 мм длиной.
Цветение в июле—августе, плодоношение в августе